# Dante Giacosa
Dante Giacosa (3. ledna 1905 Řím – 31. března 1996 Turín) byl významný italský automobilový konstruktér a designér. První důležité konstrukce realizoval již před druhou světovou válkou, v letech 1946–1970 byl hlavním konstruktérem automobilky Fiat, jeho úprava koncepce „vše vpředu“ se stala de facto průmyslovým standardem.

## Život
Narodil se na začátku roku 1905 v Římě, kde jeho otec vykonával vojenskou službu. Jinak kořeny jeho rodiny jsou v Neive, na jižním okraji regionu Piemont (italsky Piemonte), asi 50 kilometrů jihovýchodně od Turína, hlavním městě regionu. Vystudoval strojírenství na Polytechnické univerzitě v Turíně (italsky Politecnico di Torino, je to nejstarší technická univerzita v Itálii), promoval v roce 1927.
Po absolvování povinné vojenské služby nastoupil v roce 1928 ve Fiatu, nejprve ovšem pracoval na vojenských vozidlech a poté v oddělení leteckých motorů. Ještě před válkou však navrhl několik významných automobilových konstrukcí. Od roku 1946 až do roku 1970 byl hlavním konstruktérem automobilky Fiat, poté odešel do důchodu, ale se společností Fiat zůstal v úzkém kontaktu jako „poradce předsednictva Fiat a velvyslanec společnosti u národních a mezinárodních organizací“. Napsal rovněž několikasvazkové vzpomínky na svůj profesní život a o historii automobilky Fiat.
Byl také prezidentem FISITA (Fédération Internationale des Sociétés d'Ingénieurs des Techniques de l'Automobile) a autorem odborné monografie Motori Endotermici, anglicky Endothermic Engines, která se zabývá různými otázkami souvisejícím s návrhem, konstrukcí a funkcemi spalovacích motorů. Práce se stala referenční příručkou pro kurzy strojních inženýrů na mnoha univerzitách a byla přeložena do řady jazyků. Zemřel 31. března 1996 v Turíně.

## Kariéra a hlavní konstrukce

### Předválečné konstrukce
Do společnosti Fiat nastoupil ihned po studiích a absolvování povinné vojenské služby (v roce 1928), nejprve ovšem pracoval na vojenských projektech a poté v oddělení leteckých motorů. Ředitel oddělení leteckých motorů ovšem byl Tranquillo Zerbi, který pro Fiat navrhoval také automobily pro Grand Prix.
Když začal pracovat v roce 1933 na projektu Fiat 500 Topolino, jeho tehdejší nadřízený Antonio Fessia natolik důvěřoval schopnostem mladého inženýra, že mu svěřil konstrukci všech mechanických komponent vozidla včetně šasi. Fiat 500 Topolino bylo na svou dobu velmi moderní malé auto, které bylo nesmírně úspěšné i komerčně. Nakonec se vyrábělo od roku 1936 až do roku 1955 a vyrobilo se ho 520 000 kusů.
Další jeho konstrukcí byl Fiat 508 C (1937) (nahrazující model Fiat 508 Balilla z roku 1932), vůz nižší střední třídy (segment C), který se po modernizaci v roce 1939 přejmenoval na Fiat 1100. Tento Fiat možná není v laické veřejnosti tak znám, jako Fiat 500 Topolino, ale ve své době byl oceňován jak pro vynikající šasi, zajišťující výborné jízdní vlastnosti a současně snadnou řiditelnost, tak pro konstrukci motoru, která mimo jiné používala v té době moderní rozvod OHV (Topolino ještě používalo starší rozvod SV). Na vůz té doby a cenové kategorie je neobvyklé též nezávislé zavěšení přední nápravy.
Krátce před válkou se Giacosa významně podílel též na konstrukci Fiatu 508 C Mille Miglia, což je dvoudveřový dvoumístný sportovní vůz typu kupé s aerodynamickou karosérií, založený na šasi a motoru původního modelu Fiat 508 C, vyráběný v letech 1938 až 1939. Krátce po zahájení výroby se vůz v roce 1938 zúčastnil slavného závodu Mille Miglia (Tisíc mil), který vedl z Brescie v Lombardii do Říma a zpět po trase ve tvaru osmičky, která měla přibližně 1600 kilometrů, tedy cca 1000 mil. Hned při své první účasti vůz zvítězil ve své třídě a byl šestnáctý v absolutní klasifikaci při průměrné rychlosti přes 112 km, přestože většina komponent byla převzata ze sériového vozu (včetně motoru: pouze měl větší karburátor a upravený kompresní poměr, takže dosahoval výkonu 42 koní (31 kW) oproti 32 k (24 kW) sériového motoru). Pro srovnání, absolutní vítěz s vozem Alfa Romeo, měl motor o objemu 3 litry a výkon 220 kW (téměř 300 koní, více než sedminásobek výkonu Fiatu!).
Hlavní zásluhu na tom, že vůz s víceméně sériovým motorem o objemu necelých 1,1 litru dosahoval rychlost přes 140 km/h měla novátorská aerodynamická karoserie s nízkým koeficientem aerodynamického odporu. Tvar karoserie byl optimalizován vytvořením řady modelů v měřítku 1:5, které byly testovány v aerodynamickém tunelu na Polytechnické univerzitě v Turínu.

### Sportovní vozy 40. let
Bohatý italský průmyslník Piero Dusio se v roce 1944 obrátil na Giacosu s žádostí o vytvoření jednomístného závodního automobilu, který by mohl být zakoupen za relativně nízkou cenu. Návrh vytvořil ve svém volném čase mimo továrnu Fiat. Konstrukce využívala komponenty Fiatu 500 Topolino a Fiatu 508 C. Výsledný vůz Cisitalia D46 byl v prodeji od roku 1946. Prostorový rám byl navržen s použitím ocelových trubek a tělo se skládalo z panelů z lehké slitiny – byla to slavná italská konstrukční technika známé pod označením superleggera („superlehká“). Motor z Fiatu 1100 byl vyladěn tak, že poskytoval výkon 60 koní. Vůz tak dosahoval maximální rychlost 175 km/h. V roce 1946 byla vyrobena série dvaceti automobilů a vozy úspěšně závodily po zbytek čtyřicátých let.
Giacosa dále provedl počáteční konstrukční práce na dalším modelu Cisitalia, dvousedadlovém sportovním autě, Projektu 202. Opět použil rám z trubek. Návrh byl adaptací konstrukce předchozího modelu D46 s jedním sedadlem. Prototyp byl vybaven karosérií typu kupé podobným modelu Fiat 508 C Mille Miglia. Dříve než začala sériová výroba, Giacosa předal odpovědnost za konstrukci Giovanni Savonuzzimu.

### Poválečné konstrukce
Přestože v roce 1946 se Giacosa stal hlavním konstruktérem automobilky Fiat, zpočátku se nezdálo, že by mohl naplno uplatnit své představy o tom, jakým směrem by se měly ubírat konstrukce automobilů Fiat. Obchodní oddělení společnosti Fiat mělo zásadní vliv na to, jak budou vypadat nové modely.
Fiat 1400 byl první vůz, který nebyl jen úpravou předválečných modelů, ale šlo nový design a konstrukci, byl to také první Fiat nabízený i  se vznětovým motorem, byl to rovněž první automobil vyráběný v automobilkách SEAT a Zastava. Model tedy má na jedné straně řadu prvenství, ale na druhé straně to byl jen dílčí úspěch, za osm let se v Itálii vyrobilo pouze 120 000 kusů. Úspěšná však byla licenční výroba SEAT a Zastava, vyráběl se také v Rakousku (Steyr-Puch nyní Magna Steyr). Důvodem jen vlažného přijetí vozu v Itálii byly právě protichůdné požadavky obchodního oddělení, které měl automobil plnit v méně rozvinutých zemích a v Itálii.
Další poválečnou konstrukcí byl Fiat 1100/103. Přes téměř stejné číselné označení jako model, který nahrazoval, měl nový vůz zcela odlišný design i konstrukci karosérie a podvozku, z předválečného modelu Fiat 1100 (1937) byl převzat pouze osvědčený motor, který byl mírně upraven. Model postupně prošel řadou modernizací, vyráběl se zejména jako sedan a kombi (po určitou dobu i další verze, např. kupé nebo roadster TV Tranformabile), na jeho platformě byl postaven i lehký užitkový vůz Fiat 1100 T. Vyráběl se až do roku 1969 (1100 T až do 1972) a celkem se ho vyrobilo kolem 1,75 miliónů kusů.
Dalším návrhem Giacosy a jeho týmu byla náhrada předválečného Fiatu 500 Topolino, který se (v poslední modernizaci) vyráběl až do poloviny 50. let. Náhradou se stal Fiat 600: vůz zcela nové konstrukce s vodou chlazeným motorem vzadu (oproti tomu VW Brouk měl motor chlazený vzduchem). Giacosa využil výhod této konstrukce, takže při délce jen 3215 mm nabídl vůz pro čtyři osoby, byť s omezeným zavazadlovým prostorem. Při objemu motoru jen 633 cm³ byl vůz schopen dosáhnout rychlosti téměř 100 km/h (pozdější verze se silnějším motorem až 110 km), což bylo dáno zejména nízkou hmotností (585 kg). Giacosa také překonal problém jízdní nestability, která se považovala za důsledek koncepce „vše vzadu“. Zjistil, že to není způsobeno rozložením zatížení mezi nápravy, ale užitím jednoduchého typu zavěšení zadní nápravy, které měly vozy s motorem vzadu a pohonem vzadu jiných značek. Použitím pokročilejšího typu zavěšení byl tento problém téměř úplně eliminován.
Ani ne rok po zahájení výrobu Fiatu 600 (v roce 1956) vznikl vůz Multipla (předchůdce dnešních minivanů). Chytrou úpravou platformy původního Fiatu 600 se podařilo postavit vůz s minimálními rozměry, ale až pro 6 sedících osob, použitelný i jako malá dodávka pro přepravu nákladu za předpokladu vyjmutí jedné nebo obou zadních řad sedadel (existovala i verze Fiat 600 T, primárně určená pro převážení nákladu, nikoli osob).
Vylepšená verze Fiatu 600, Fiat 600D byl uveden na trh v roce 1960. Objem motoru byl zvýšen na 767 cm³, výkon 25 koní (18 kW). Výroba v Itálii pokračovala až do roku 1970, bylo zde vyrobeno téměř 2,7 miliónu vozů. Licenční výroba trvala ještě mnohem déle: SEAT ve Španělsku vyráběl mírně upravené verze do roku 1973 (814 926 vozů), v Argentině do roku 1982 (přes 304 000 vozů). Zastava v bývalé Jugoslávii vyráběla dokonce až do roku 1985 (od konce 70. let s motorem Fiatu 850): 923 487 kusů. Dále se model vyráběl i v Německu (Fiat Neckar: asi 172 tisíc), menší množství vozů bylo vyrobeno i v Chile, Kolumbii, Uruguayi, Malajsii, na Tchaj-wanu a v Austrálii. Celosvětově bylo vyrobeno přibližně 5 miliónů kusů. Fiat 600 spolu s Fiatem 500 zásadně přispěly k poválečné motorizaci nejen Itálie, ale i Španělska, Jugoslávie a dalších zemích.

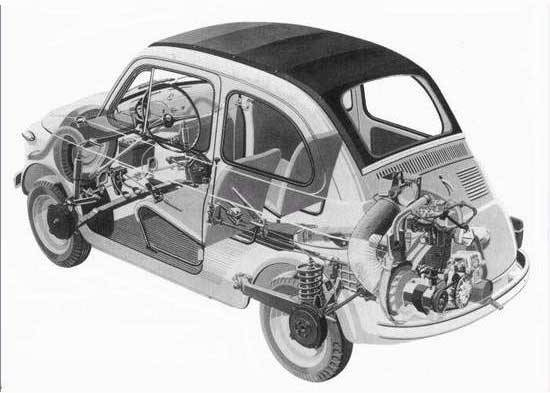
Fiat 500: základní konstrukční schéma

V roce 1957 vznikl ještě menší Fiat 500. Na první pohled je velmi podobný Fiatu 600, ale na rozdíl od něj má dvouválcový motor, který je chlazený vzduchem (Fiat 600 má čtyřválec chlazený vodou) a při délce 2970 mm (oproti 3215 mm) a váze 499 kg je deklarován pro 2+2 osoby. Původní motor, o objemu 479 cm³ a výkonu 13 koní (9,7 kW), byl záhy po zahájení výroby nahrazen vylepšenou verzí o výkonu 16,5 koní (12,3 kW), ještě později motorem 499 cm³ (18 koní, 13 kW). S tímto motorem byl vůz schopen dosáhnout rychlosti až 110 km/h, při spotřebě kolem 5 litrů/100 km.
V roce 1960 Fiat zahájil též výrobu modelu Giardiniera (tedy kombi) se zvětšeným rozvorem, rovněž s motorem 499 cm³, ale trochu odlišné konstrukce (válce vodorovně). Upravené verze Fiatu 500 vyráběla společnost Autobianchi (od roku 1955 součást koncernu Fiat), v závodě Desio. Model byl pojmenován Bianchina a vyráběl se čtyřdveřový sedan, kombi, roadster a později také jako malá dodávka (založená na platformě Giardiniery). Rakouská automobilka Steyr-Puch (nyní Magna Steyr) vyráběla od roku 1957 licenčně Puch 500 (též Steyr-Puch 500). Většina komponent byla dodávána z Itálie, ale byl použit jiný motor typu boxer vlastní konstrukce, který měl mnohem hladší chod (Fiat dokonce zvažoval zavést jeho výrobu i v Itálii), také zavěšení bylo odlišné. Později byly vyráběny modely s výkonnějším motorem, od roku 1965 to 1969 modely 650 TR a 650 TR II (R jako Rallye). Tyto modely později úspěšně prošly homologací pro rallye, vedle řady dalších úspěchů
v roce 1966 polský jezdec Sobiesław Zasada vyhrál Mistrovství Evropy v rallye s vozem Steyr-Puch 650 TR II, který se tak stal nejmenším automobilem, který kdy dosáhl takového vítězství.
Fiat 850 byl zaveden do výroby v roce 1964 jako prostornější sedan, který se několik let vyráběl souběžně s modelem Fiat 600. Fiat 850 měl motoru o objemu 843 cm³, rozvor 2027 mm a patří do segmentu B (malé automobily) oproti segmentu A (miniautomobily) u Fiatu 600. Následující rok (1965) se začala vyrábět i verze 850T (Multipla na nové platformě), dále se na této platformě vyrábělo i kupé a roadster, s motorem o výkonu 47 koní (35 kW), později s motorem 903 cm³ (52 koní, 39 kW). Do roku 1972 bylo vyrobeno přes půl miliónu kusů, roadster se vyráběl do roku 1973. Mnoho dalších verzí bylo vyrobeno řadou specializovaných italských karosáren. Fiat 850 sedan a kupé bylo vyráběno také ve Španělsku automobilkou SEAT.
Fiat 126 se začal vyrábět v roce 1972 (25 let po zahájení výroby Fiatu 500 a 27 let od Fiatu 600), jako poslední Fiat s pohonem zadních kol. Byl určen jako přímá náhrada Fiatu 500. V Itálii se vyráběl do roku 1980, v Polsku jako Polski Fiat 126p (přezdívka Maluch) se vyráběl až do roku 2000. Z Polska byl vyvážen i do jiných zemích, ve většině zemí však Fiat od roku 1993 nabízel pouze modernější Fiat Cinquecento s motorem vpředu. Vyráběl se jako dvoudvéřový čtyřmístný sedan, v Polsku od roku 1988 též jako třídveřový hatchback (přestože měl motor vzadu!). Licenční výroba probíhala též v bývalé Jugoslávii, v automobilce Zastava. Celková výroba (včetně licenční) dosáhla přibližně 4,7 miliónu kusů (počet kusů vyrobených v Jugoslávii není znám). Mezitím však Dante Giacosa připravil svou další přelomovou konstrukci: Fiat 128.

### Úprava koncepce „vše vpředu“
Během své dlouhé kariéry Dante Giacosa zkonstruoval mnoho vozů, mezi nejdůležitější lze zařadit hned jeho první větší samostatnou konstrukci, Fiat 500 Topolino, dále Fiat 1100 z roku 1937, Fiat 1100 z roku 1953, Fiat 600 a Fiat 500. Mnozí odborníci se však domnívají, že jeho vůbec nejvýznamnější konstrukcí, nejen z pohledu automobilky Fiat, je Fiat 128 s upravenou koncepcí „vše vpředu“. V roce 2012 motoristický novinář Jamie Kitman nazval Fiat 128 „průkopníkem malých vozů, které dnes řídíme“.
Víceméně do konce 60. let 20. století převažovala z více důvodů v konstrukci osobních automobilů tzv. klasická koncepce, tj. motor vpředu a pohon zadní nápravy. Některé vozy používaly motor vzadu, např. automobily Tatra od Tatry 77 až po Tatru 613, ale též některé vozy Škoda (např. Škoda 1000 MB nebo Škoda 100/110).
Koncepce motor vpředu, pohon předních kol, zkráceně „vše vpředu“ nebyla v celosvětovém měřítku úplnou novinkou, objevila se již v 30. letech 20. století, např. automobily DKW F1 nebo Citroën Traction Avant. Model Citroënu s předním pohonem se vyráběl od roku 1934 až 1957 (kolem 760 000 vozů), takže ho lze označit i za komerčně úspěšný.
Fiat 128 byl první vůz Fiat s pohonem předních kol (vyráběný od roku 1969). Dante Giacosa zde použil vlastní úpravu koncepce „vše vpředu“, takže nejenže dosáhl další úsporu místa, lepšího chlazení a mazání motoru a převodovky, jednodušší servis, ale současně potlačil nevýhody tohoto řešení a tím zlepšil jízdní vlastnosti vozu. Příčně uložený motor s převodovkou v jedné ose, nestejné hnací hřídele, inovativní mechanismus spojky a lepší umístění chlazení (které mohlo dobře nasávat čerstvý vzduch) s elektricky řízeným ventilátorem chladiče byly doplněny o nápravu typu MacPherson. Tato upravená konstrukce velmi rychle prokázala své přednosti a během několika let ji převzaly téměř všichni ostatní výrobci do svých vozidel s předním pohonem, od malých vozů až po střední třídu, a stala se de facto průmyslovým standardem. Fiat 128 byl zvolen jako Evropské auto roku 1970. Automobilka ve svých reklamách zdůrazňovala, že mechanické komponenty zabírají méně než 20 % celkového objemu vozidla a že Enzo Ferrari řídí Fiat 128 jako své osobní vozidlo."
Před Fiatem 128 si Dante Giacosa tuto upravenou koncepci důkladně vyzkoušel na voze Autobianchi Primula, což nebylo tak kritické z marketingového a obchodního hlediska. Pro model Primula byl použit čtyřválcový vodou chlazený čtyřválec o objemu 1221 cm³, který byl převzatý z Fiatu 1100 D, model Granluce, ale ve voze Primula byl instalován již ve výše popsaném upraveném provedení s převodovkou vedle motoru, ale se samostatným mazáním, lepším chlazením a snazším servisem. Pět let testování ve voze Primula (1964 až 1969: do zahájení výroby Fiatu 128) umožnilo vyřešit (výrazně potlačit) nevýhody této konstrukce, jako je nestejný přenos hnací síly na levou a pravou stranu, nestejné opotřebení pneumatik a potenciální tendenci motoru ovlivnit trajektorii vozu v případě prudké akcelerace.
Krátce po zahájení výroby Fiatu 128, automobilka rychle dokázala přednosti a flexibilitu této koncepce, když ji upravila pro velmi odlišný Fiat X1/9 (vyráběný od roku 1972), kde zachovala příčně umístěný motor s převodovku vedle motoru a nestejné hnací hřídele. Tentokrát byl ovšem motor umístěn uprostřed vozu, před zadní nápravou. To umožnilo tomuto sportovnímu vozu dosáhnout téměř ideálního rozmístění hmotnosti mezi přední a zadní nápravu. Jde o první sériově vyrábění vůz s touto koncepcí.

### Nominace: Car Engineer of the Century
V roce 1999 proběhla anketa Car Engineer of the Century, na průběh volby dohlížela Global Automotive Elections Foundation. V závěrečném hlasování 18. prosince 1999 byl jako Automobilový konstruktér století zvolen Ferdinand Porsche. Ale již sama nominace vedle takových osobností jako např. Ettore Bugatti, Colin Chapman, Henry Ford nebo Hans Ledwinka svědčí o významu Dante Giacosy nejen pro Fiat, ale pro celé automobilové odvětví.

## Fotogalerie

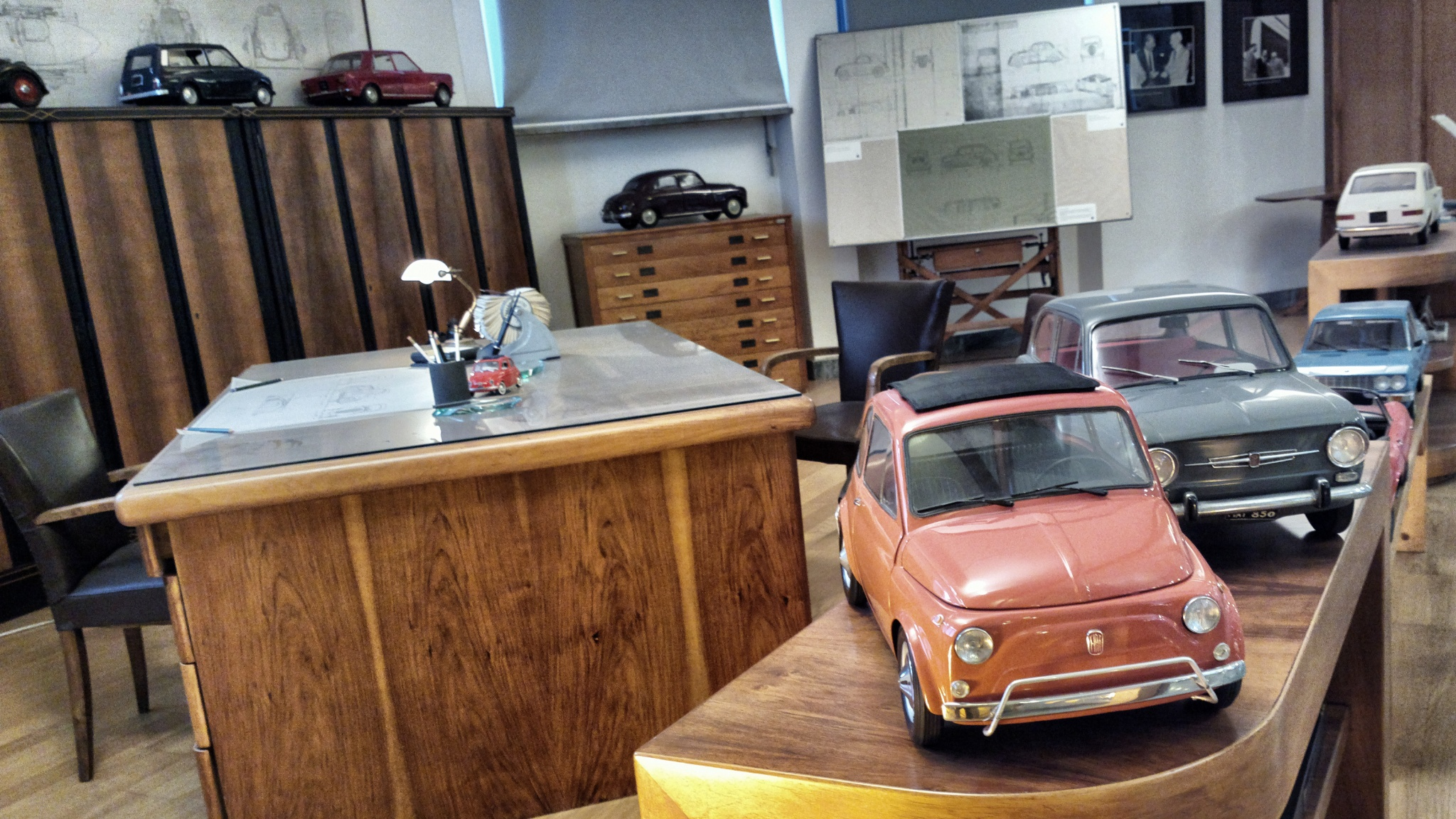
Studio Dante Giacosa: Centro Storico Fiat
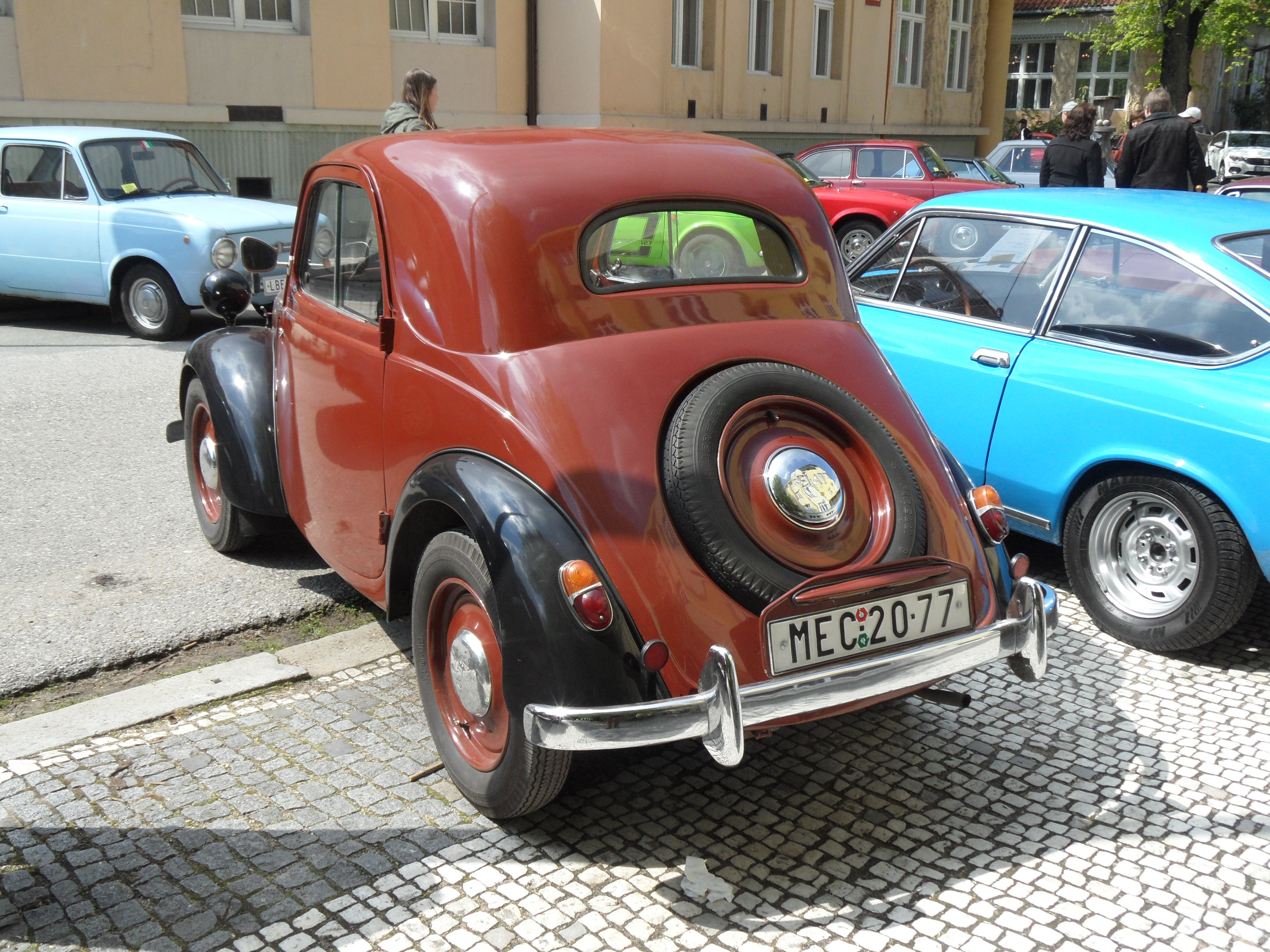
Fiat 500 Topolino: první a hned zásadní konstrukce automobilu
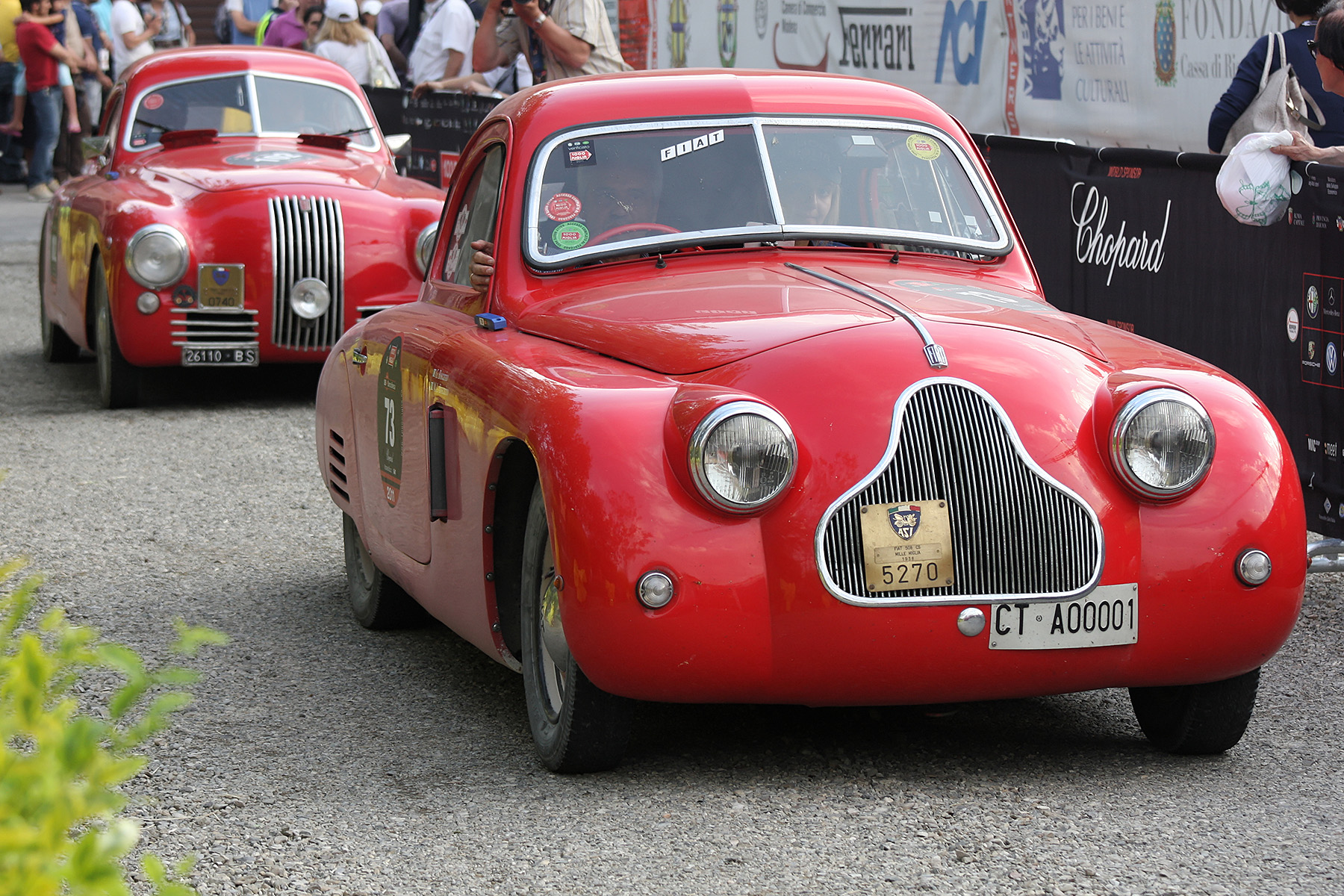
Fiat 508 C Mille Miglia: jeden z prvních aerodynamických vozů
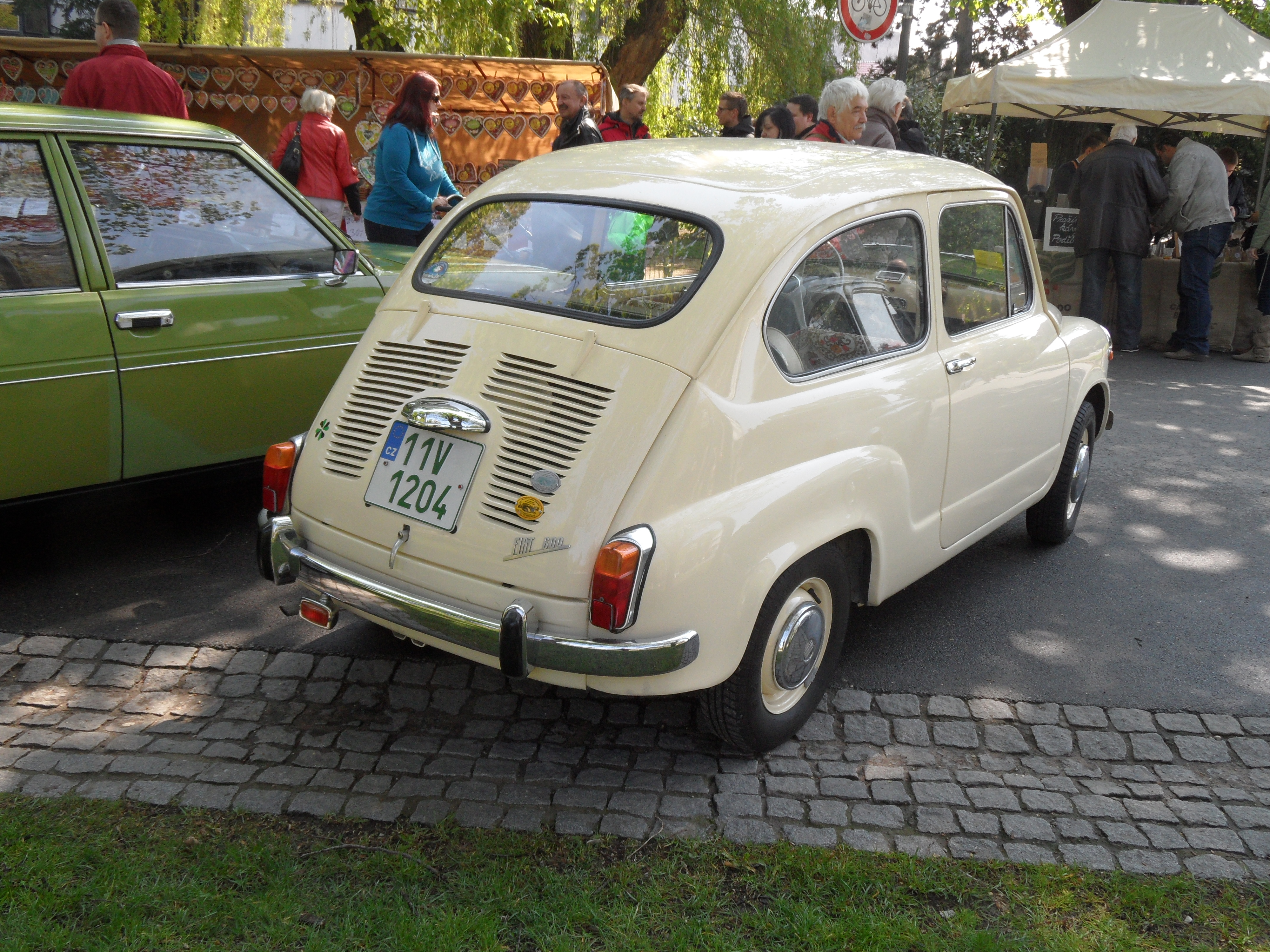
Fiat 600
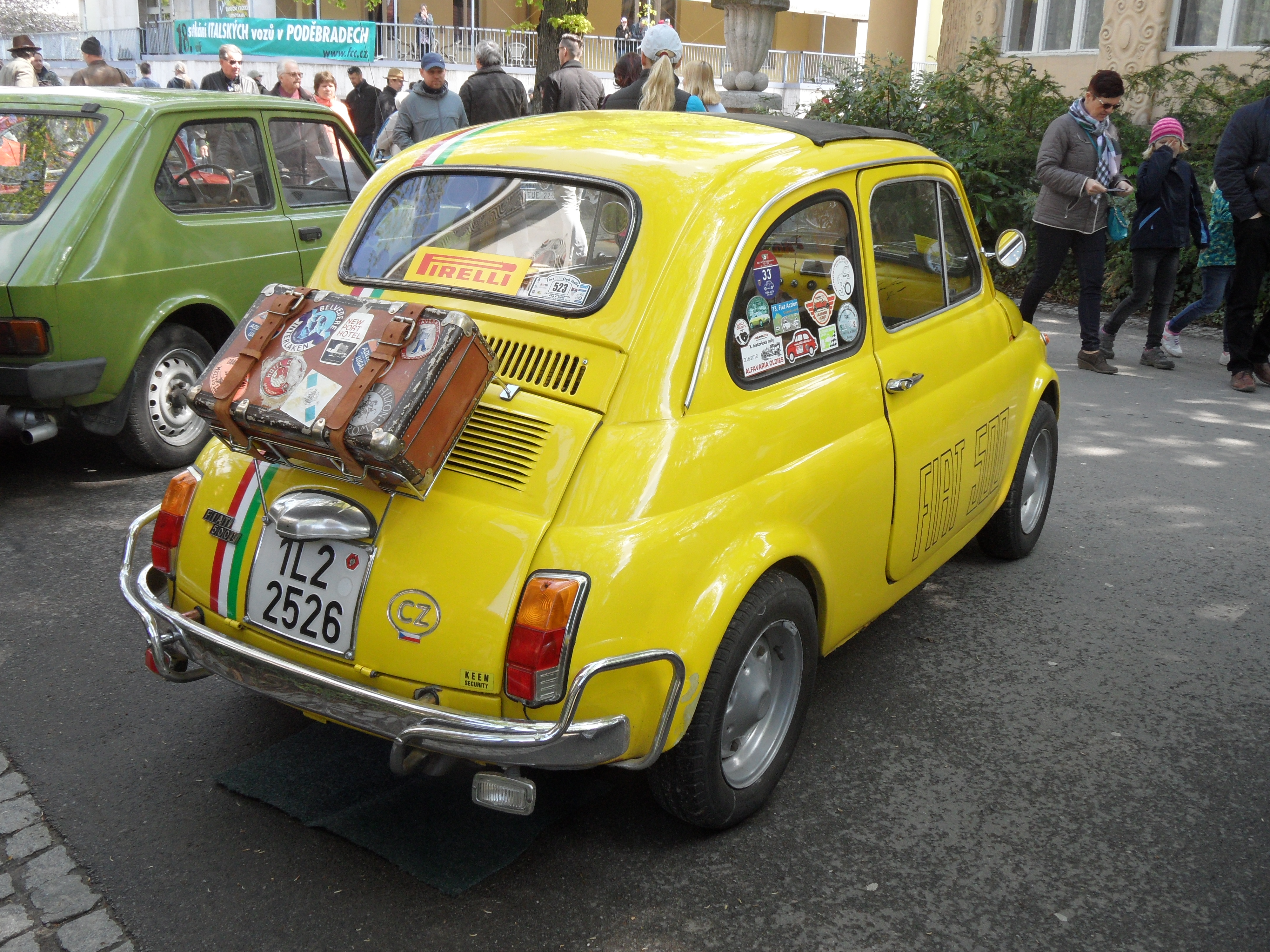
Fiat 500
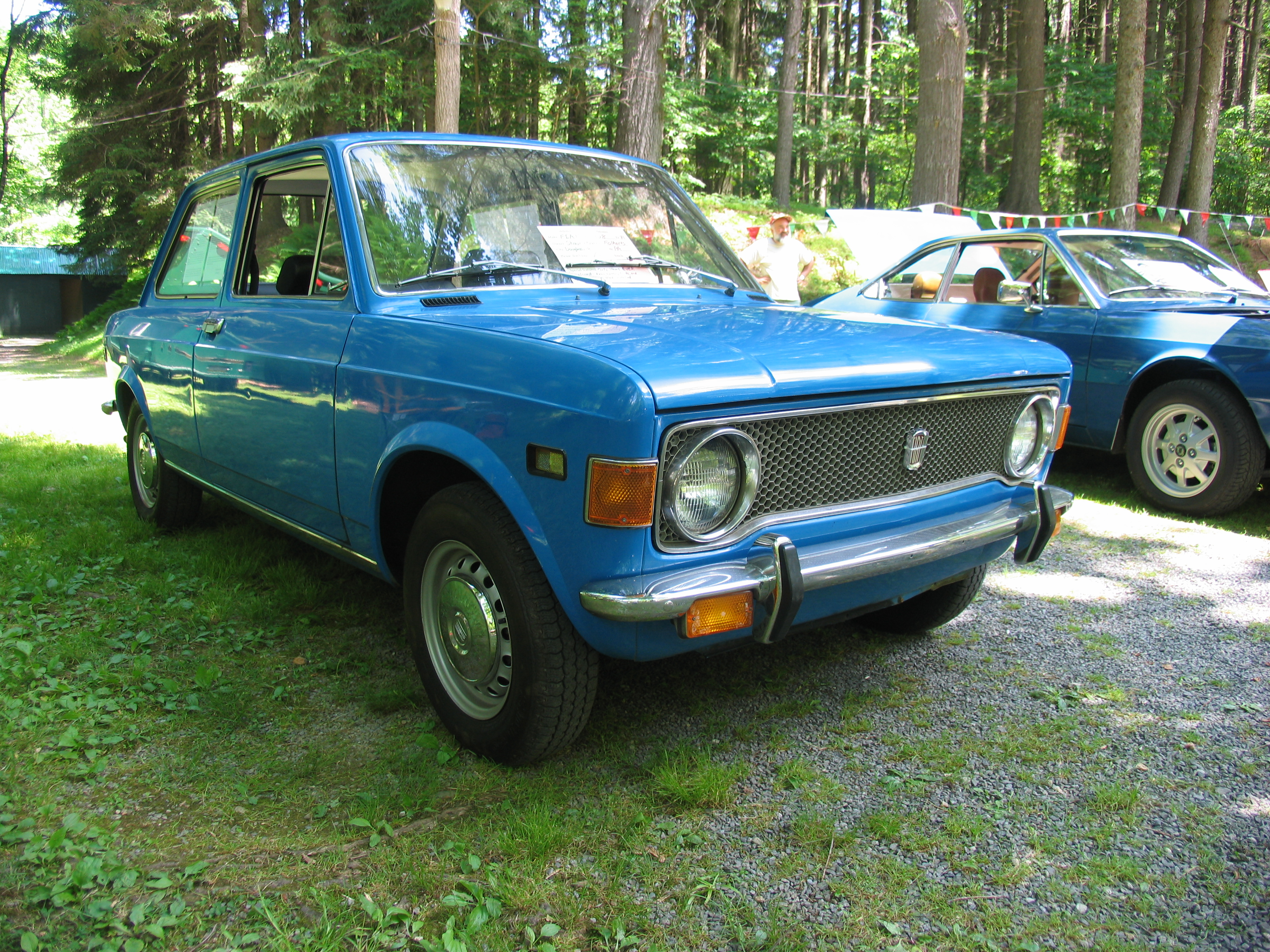
Fiat 128: konstrukce pohonu se stala průmyslovým standardem